# デイヴィッド・ターンブル
デイヴィッド・ターンブル（Davld Turnbull, 1999年7月10日 - ）は、スコットランド・サウス・ラナークシャー・カールーク出身のサッカー選手。EFLチャンピオンシップ・カーディフ・シティ所属。スコットランド代表。ポジションはMF。

## 来歴
2009年にマザーウェルFCのユースアカデミーに入団。ユースチームで力を付け、2017-18シーズンにトップチームに昇格。2018年2月10日のスコティッシュカップのダンディー・ユナイテッドFC戦でプロデビュー。2018-19シーズンより先発に定着。2018年10月31日のセント・ミレンFC戦で、プロ初ゴールまで記録し、1-0で勝利。以降もゴールを量産するなど、瞬く間に主力選手となり、2019年1月29日には、2021年までの契約を締結した。
2020年8月27日、セルティックFCと4年契約を締結した。
2024年2月1日、カーディフ・シティFCと3年半契約を結んだ。

## 代表経歴
プロデビュー前の2014年から、各ユース世代のスコットランド代表に選出されている。
2021年5月、フル代表未出場ながらUEFA EURO 2020参加メンバーに選出された。EURO開幕直前の6月2日、親善試合のオランダ戦でフル代表デビューを果たした。

## タイトル
マザーウェル
- スコティッシュ・ユースカップ: 2015-16

セルティック
- スコティッシュ・プレミアシップ: 2021-22, 2022-23
- スコティッシュカップ: 2019-20, 2022-23
- スコティッシュリーグカップ: 2021-22, 2022-23